# Newtown (comté de Bucks, Pennsylvanie)
Pour les articles homonymes, voir Newtown.
Newtown est un borough du comté de Bucks dans l‘État de Pennsylvanie, aux États-Unis. Elle se situe dans la vallée du Delaware, et fait partie de l'aire métropolitaine de Philadelphie.
Au recensement de l'an 2010 elle comportait 2 248 habitants contre 2 312 en 2000.

## Histoire
Newtown est fondée en 1684 par William Penn.

## Personnalité
- Edward Hunter (1793-1883), Président des évêques mormons, y est né.